# Лінгвістична прагматика
Лінгвісти́чна прагма́тика, прагмалінгвістика (від лат. lingua — мова та від лат. pragmaticus – прагматика) – галузь лінгвістики, що досліджує використання й функціювання мовних знаків у процесі комунікації у взаємозвʼязку з інтерактивністю його субʼєктів (мовця й адресата), їхніми особливостями й самою ситуацією спілкування.

## Предмет та підходи
Прагмалінгвістика досліджує мову як інструмент взаємодії між співрозмовниками та вивчає соціокультурні, ситуативно-поведінкові, статусні, лінгвокогнітивні та інші чинники комунікації між субʼєктами.
У своєму науковому дослідженні В.В. Богданов повʼязує предмет прагмалінгвістики із умовами використання мовлення під час комунікації між субʼєктами. До цього він відносить комунікативні цілі співозмовників, час і місце мовленнєвого акта, рівень знань комунікантів, їхні соціальні статуси, психологійні та біологійні особливості, правила і конвенції мовленнєвої поведінки.
Більш детально це питання окреслив у своїх працях науковець І.П. Сусов. Згідно з його твердженнями предмет лінгвістичної прагматики полягає у «дослідженні тих дій субʼєктів мовленнєвого спілкування, у процесі яких, в межах конкретних умов комунікації, згідно з матеріалом конкретної мовної системи знаків, вони продукують висловлювання, що реалізують не тільки певний пропозиційний зміст, а й комунікативні інтенції. Учасники комунікації здійснюють інтерпретацію цих висловлювань, спрямовану на розуміння як буквальних, так і не буквальних смислів».